# Sermamagny

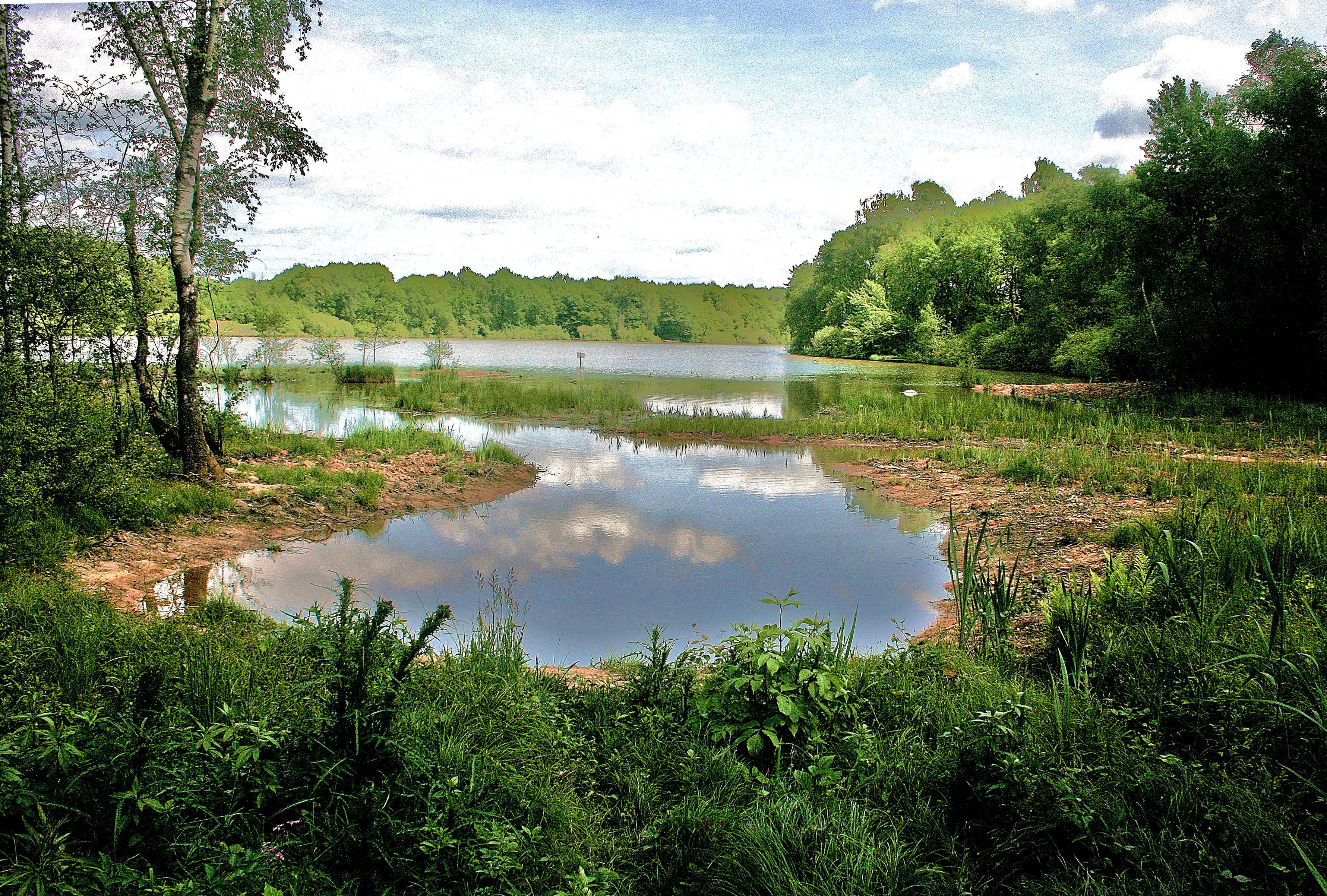
Etang de la Veronne.

Sermamagny est une commune française située dans le département du Territoire de Belfort, la région culturelle et historique de Franche-Comté et la région administrative Bourgogne-Franche-Comté.
Rattachés administrativement au canton de Valdoie, les habitants de la commune sont appelés les Sermamagniens. Elle est principalement connue pour abriter la presqu'île du Malsaucy où se déroule chaque année le festival de musique des Eurockéennes de Belfort.

## Géographie
Le territoire communal repose sur le bassin houiller stéphanien sous-vosgien recouvert par un Permien épais.

### Climat
Pour des articles plus généraux, voir Climat de la Bourgogne-Franche-Comté et Climat du Territoire de Belfort.
En 2010, le climat de la commune est de type climat de montagne, selon une étude du Centre national de la recherche scientifique s'appuyant sur une série de données couvrant la période 1971-2000. En 2020, Météo-France publie une typologie des climats de la France métropolitaine dans laquelle la commune est exposée à un climat semi-continental et est dans la région climatique  Vosges, caractérisée par une pluviométrie très élevée (1 500 à 2 000 mm/an) en toutes saisons et un hiver rude (moins de 1 °C).
Pour la période 1971-2000, la température annuelle moyenne est de 9,5 °C, avec une amplitude thermique annuelle de 17 °C. Le cumul annuel moyen de précipitations est de 1 257 mm, avec 13,5 jours de précipitations en janvier et 10,6 jours en juillet. Pour la période 1991-2020, la température moyenne annuelle observée sur la station météorologique de Météo-France la plus proche, « Giromagny_sapc », sur la commune de Giromagny à 6 km à vol d'oiseau, est de 10,2 °C et le cumul annuel moyen de précipitations est de 1 636,6 mm. 
La température maximale relevée sur cette station est de 37,2 °C, atteinte le 24 juillet 2019 ; la température minimale est de −18,9 °C, atteinte le 20 décembre 2009,,.
Les paramètres climatiques de la commune ont été estimés pour le milieu du siècle (2041-2070) selon différents scénarios d'émission de gaz à effet de serre à partir des nouvelles projections climatiques de référence DRIAS-2020. Ils sont consultables sur un site dédié publié par Météo-France en novembre 2022.

## Urbanisme

### Typologie
Au 1er janvier 2024, Sermamagny est catégorisée ceinture urbaine, selon la nouvelle grille communale de densité à sept niveaux définie par l'Insee en 2022.
Elle appartient à l'unité urbaine de Belfort, une agglomération inter-départementale regroupant 16  communes, dont elle est une commune de la banlieue,,. Par ailleurs la commune fait partie de l'aire d'attraction de Belfort, dont elle est une commune de la couronne,. Cette aire, qui regroupe 91 communes, est catégorisée dans les aires de 50 000 à moins de 200 000 habitants,.

### Occupation des sols
L'occupation des sols de la commune, telle qu'elle ressort de la base de données européenne d’occupation biophysique des sols Corine Land Cover (CLC), est marquée par l'importance des forêts et milieux semi-naturels (40,4 % en 2018), en augmentation par rapport à 1990 (31,4 %). La répartition détaillée en 2018 est la suivante : 
forêts (40,4 %), zones agricoles hétérogènes (24,9 %), eaux continentales (16,5 %), zones urbanisées (5,7 %), zones industrielles ou commerciales et réseaux de communication (5,1 %), espaces verts artificialisés, non agricoles (4,1 %), prairies (3,2 %). L'évolution de l’occupation des sols de la commune et de ses infrastructures peut être observée sur les différentes représentations cartographiques du territoire : la carte de Cassini (XVIIIe siècle), la carte d'état-major (1820-1866) et les cartes ou photos aériennes de l'IGN pour la période actuelle (1950 à aujourd'hui).

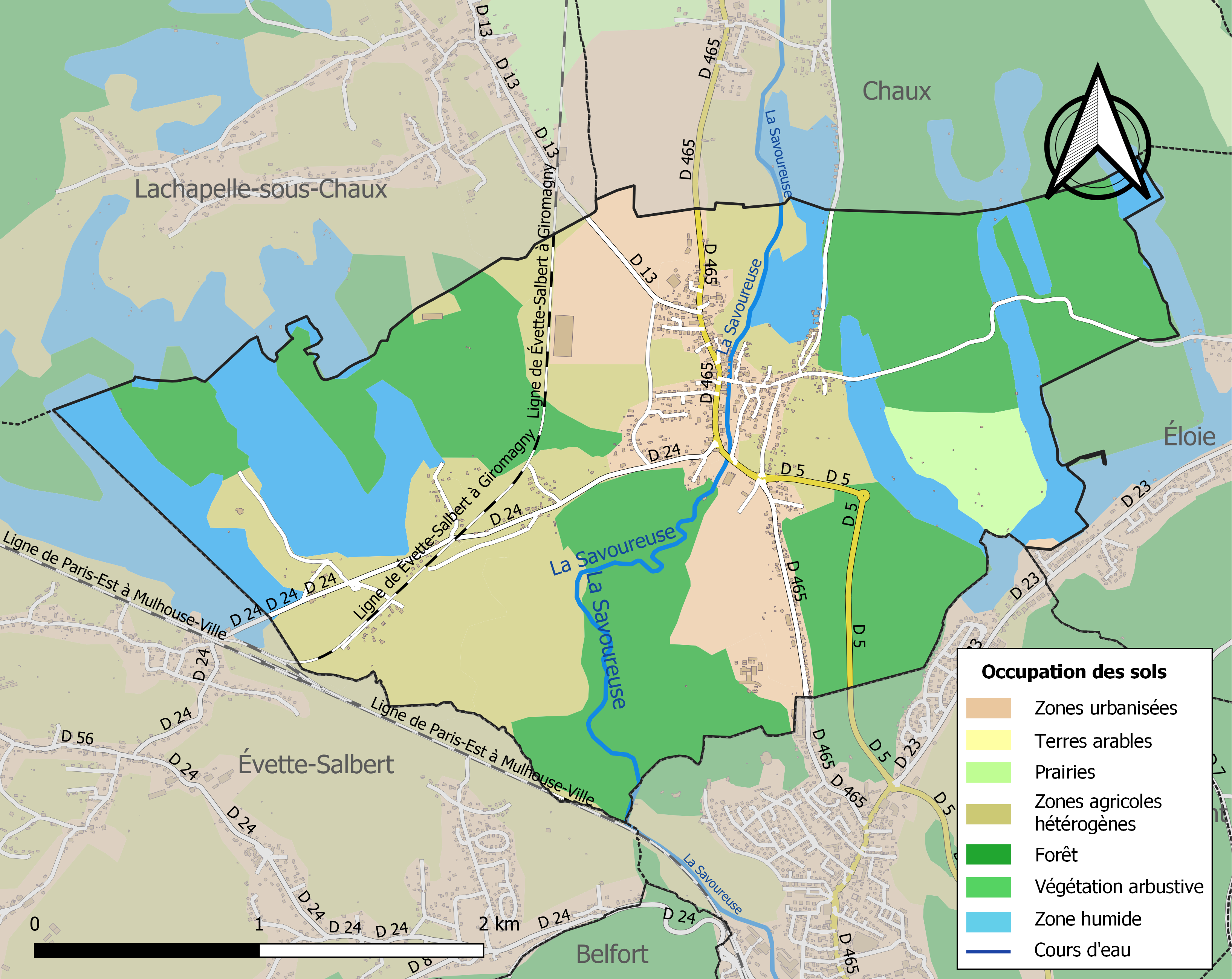
Carte des infrastructures et de l'occupation des sols de la commune en 2018 (CLC).

### Voies de communications et transports

#### Voies routières
La commune est traversée par plusieurs routes départementales : RD 5, RD 13, RD 24, RD 465.
La RD 5 relie Offemont à Sermamagny.
La RD 13 relie Auxelles-Bas à la frontière suisse, via Valdoie, Vézelois, Vellescot et Réchésy.
La RD 24 relie Riervescemont à Valdoie, via Rougegoutte, Sermamagny et Évette-Salbert
La RD 465 relie Belfort à Saint-Maurice-sur-Moselle. Il s'agit de l'ancienne RN 465, classée dans la voirie nationale dans les années 1930 ; elle a été déclassée et reclassée dans la voirie départementale en 1972.

## Toponymie
- Surmanmennj (1394), Samermenigny (1427), Surmainmengnj (1533), Schirmamenga (1572), Sarmamaigny (1655)[18].

## Histoire

### Faits historiques
Cité pour la première fois au XIe siècle, le village s'est développé au nord de Valdoie, sur la route de Belfort à Giromagny.
En 1347, Sermamagny, comme la seigneurie du Rosemont, devient terre autrichienne.
Si le fait d'être construit sur un chemin fréquenté est source de prospérité en temps de paix, c'est un handicap certain pendant les périodes de troubles comme vers 1360-1375 quand les mercenaires de Arnaud de Cervole ou ceux de Enguerrand de Coucy ravagèrent le pays. Sermamagny fut alors dévastée.
En 1633, en pleine guerre de Trente Ans ce sont les Suédois qui détruisent à nouveau le village. Après son rattachement à la France en 1648, le village voit passer Turenne début janvier 1675, peu avant la bataille de Turckheim en Alsace.

### Héraldique
| Armes de Sermamagny | Les armes peuvent se blasonner ainsi : d'azur aux trois flèches renversées d'or, passées en sautoir et en pal, liées de gueules. |

## Politique et administration
| Période                                  | Période  | Identité             | Étiquette | Qualité |
| ---------------------------------------- | -------- | -------------------- | --------- | ------- |
| Les données manquantes sont à compléter. |          |                      |           |         |
|                                          | 1823     | Felipe Jardot        |           |         |
| 1823                                     | 1841     | Xavier Bardot        |           |         |
| 1841                                     | 1848     | Louis Bardot         |           |         |
| 1848                                     | 1850     | Felipe Belot         |           |         |
| 1851                                     | 1852     | Jacques Belot        |           |         |
| 1852                                     | 1862     | Louis Bardot         |           |         |
| 1862                                     | 1863     | Jean-Baptiste Bardot |           |         |
| 1863                                     | 1871     | Louis Bardot         |           |         |
| 1872                                     | 1875     | Auguste Jardon       |           |         |
| 1875                                     | 1877     | Jean-Baptiste Bardot |           |         |
| 1878                                     | 1887     | Louis Pequignot      |           |         |
| 1887                                     | 1924     | Emile Girardez       |           |         |
| 1924                                     | 1945     | Louis Garret         |           |         |
| 1945                                     | 1946     | Aimé Baverey         |           |         |
| 1946                                     | 1950     | Camille Schmitz      |           |         |
| 1951                                     | 1977     | Emile Belot          |           |         |
| 1977                                     | 1995     | Marcel Guedot        |           |         |
| 1995                                     | 2001     | Emile Litot          |           |         |
| 2001                                     | 2008     | Philippe Challant    |           |         |
| 2008                                     | 2014     | Bernard François     |           |         |
| 2014                                     | En cours | Philippe Challant    |           |         |

## Population et société

### Démographie
L'évolution du nombre d'habitants est connue à travers les recensements de la population effectués dans la commune depuis 1793. Pour les communes de moins de 10 000 habitants, une enquête de recensement portant sur toute la population est réalisée tous les cinq ans, les populations de référence des années intermédiaires étant quant à elles estimées par interpolation ou extrapolation. Pour la commune, le premier recensement exhaustif entrant dans le cadre du nouveau dispositif a été réalisé en 2004.

En 2022, la commune comptait 945 habitants, en évolution de +13,58 % par rapport à 2016 (Territoire de Belfort : −2,78 %, France hors Mayotte : +2,11 %).
| 1793 | 1800 | 1806 | 1821 | 1831 | 1836 | 1841 | 1846 | 1851 |
| ---- | ---- | ---- | ---- | ---- | ---- | ---- | ---- | ---- |
| 403  | 441  | 461  | 502  | 534  | 566  | 535  | 558  | 549  |

| 1856 | 1861 | 1866 | 1872 | 1876 | 1881 | 1886 | 1891 | 1896 |
| ---- | ---- | ---- | ---- | ---- | ---- | ---- | ---- | ---- |
| 508  | 505  | 480  | 465  | 445  | 469  | 515  | 523  | 503  |

| 1901 | 1906 | 1911 | 1921 | 1926 | 1931 | 1936 | 1946 | 1954 |
| ---- | ---- | ---- | ---- | ---- | ---- | ---- | ---- | ---- |
| 545  | 545  | 535  | 512  | 533  | 532  | 552  | 479  | 522  |

| 1962 | 1968 | 1975 | 1982 | 1990 | 1999 | 2004 | 2006 | 2009 |
| ---- | ---- | ---- | ---- | ---- | ---- | ---- | ---- | ---- |
| 648  | 692  | 827  | 793  | 832  | 858  | 844  | 839  | 814  |

| 2014 | 2019 | 2022 | - | - | - | - | - | - |
| ---- | ---- | ---- | - | - | - | - | - | - |
| 807  | 916  | 945  | - | - | - | - | - | - |

## Photographies

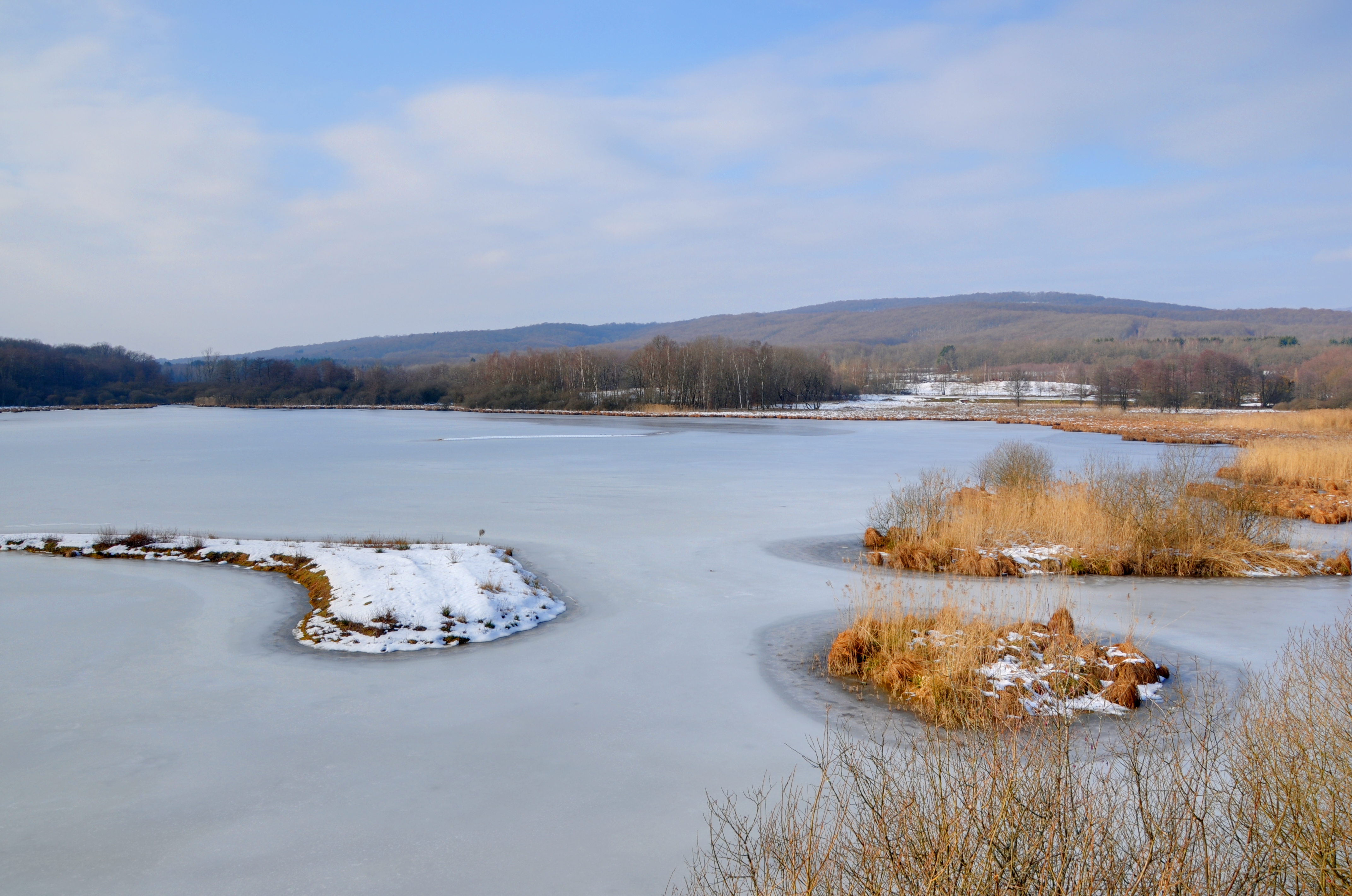
L'étang du Malsaucy, à Sermamagny.
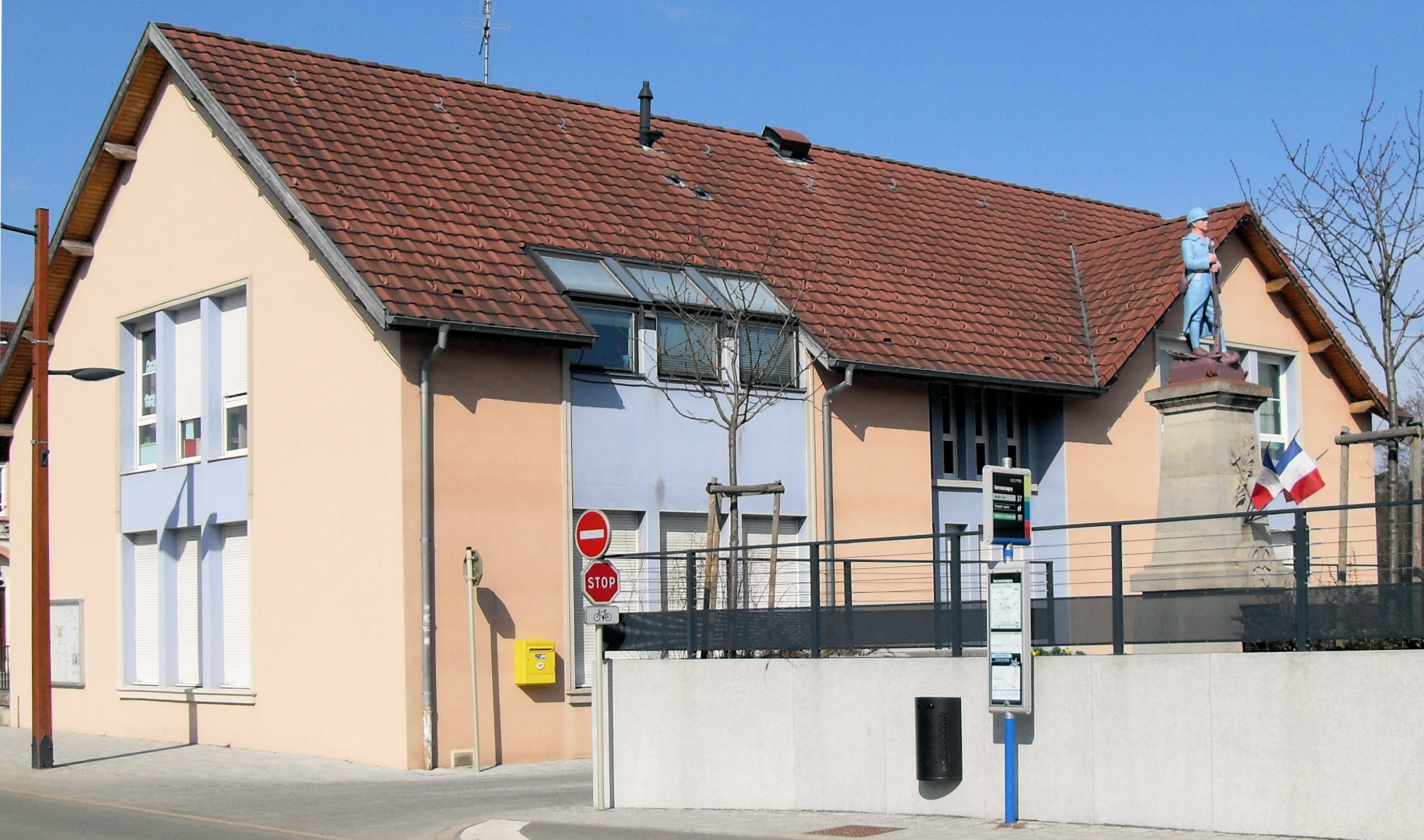
L'école de Sermamagny.

## Pour approfondir